# Duke's Bad Boy
Duke's Bad Boy is de drieënentwintigste aflevering van het derde seizoen van het tienerdrama Beverly Hills, 90210, die voor het eerst werd uitgezonden op 3 maart 1993.

## Verhaal
Brandon heeft inmiddels schulden van tot in de 1500 dollar bij Duke en wil dit bedrag winnen door een weddenschap af te sluiten bij zijn medescholier Jeff die weddenschappen afsluit bij de scholieren. David begint de muziekindustrie zat te worden als zijn manager Serge hem muziek dwingt te maken van een stijl waar hij zelf geen interesse in heeft. Als hij hier ophef over maakt, wordt hij ontslagen. Hierna gaat hij naar Steve om zijn excuses voor zijn gedrag aan te bieden.
Kelly's eetstoornis verslechtert als ze dieetpillen begint te nemen. Andrea maakt zich zorgen over Dylan, die erg gedeprimeerd is sinds de dood van zijn vader. Ze probeert hem op te vrolijken door hem over te halen om zelf een stuk te schrijven over zijn leven.

## Rolverdeling
- Jason Priestley - Brandon Walsh
- Shannen Doherty - Brenda Walsh
- Jennie Garth - Kelly Taylor
- Ian Ziering - Steve Sanders
- Gabrielle Carteris - Andrea Zuckerman
- Luke Perry - Dylan McKay
- Brian Austin Green - David Silver
- Tori Spelling - Donna Martin
- Carol Potter - Cindy Walsh
- James Eckhouse - Jim Walsh
- Joe E. Tata - Nat Bussichio
- Mark Kiely - Gil Meyers
- Raymond O'Connor - Curtis Bray
- Stephen Rowe - Serge Menkin
- Christian Hoff - Jeff Stellar
- Michael Cudlitz - Tony Miller
- Billy Vera - Duke Weatherill